# ملانی لزلی
ملانی لزلی (انگلیسی: Melanie B. Leslie؛ زادهٔ ۱۷ مارس ۱۹۶۱) هفتمین رئیس دانشکده حقوق بنجامین کاردوزو است. او در تاریخ ۱ ژوئیه ۲۰۱۵ به این سمت گمارده شد. او اولین فارغ‌التحصیل و اول زنی بود که به این سمت رسیده است. لزلی استاد کرسی حقوق ساموئل بلکین و یکی از هیئت علمی کاردوزو از سال ۱۹۹۶ تا کنون است. از آن موقع تا کنون آموزش اموال، امانت و املاک، حکمرانی غیرانتفاعی و شواهد بر عهده او بوده است. زمینه‌های تحقیقاتی او شامل اعتبار و قانون املاک است. لزلی در دوران تصدی خود نظارت بر ایجاد چندین برنامه را در کاردوزو، از جمله مرکز فِیم برای قانون مد، هنر، رسانه و سرگرمی، مرکز حقوق و عدالت، و مرکز قانون و سیاست املاک و مستغلات انجام داد.

## آثار منتخب
- "Estates and Trusts: Cases and Materials," Foundation Press/ Thomson Reuters (2011) Co-authored with Cardozo Professor Stewart Sterk
- "The Wisdom of Crowds? Groupthink and Nonprofit Governance," 62 Florida Law Review 1179 (2009)
- "Trusting Trustees: Fiduciary Duties and the Limits of Default Rules," 94 Georgetown Law Journal 67 (2005)